# Carolyn Brown
Carolyn Brown, all'anagrafe Carolyn Rice (Fitchburg, 26 settembre 1927 – Millbrook, 7 gennaio 2025) è stata una danzatrice e coreografa statunitense. Considerata tra le massime interpreti dell'opera di Merce Cunningham, per la sua attività sulle scene ricevette cinque National Endowment for the Arts e una Guggenheim Fellowship.

## Biografia
Figlia di Marion Rice, pioniera della danza moderna negli Stati Uniti, nacque nel Massachusetts nel 1927 e cominciò a studiare danza con la madre. Studiò alla Denishawn School e si laureò in filosofia al Wheateon College nel 1950. Incontrò Merce Cunningham nell'aprile 1951 durante una master class a Denver e, successivamente, si trasferì a New York per studiare danza alla Juilliard School, dove fu allieva di Antony Tudor e Margaret Craske.
Nel 1953 fu tra i membri originali della Merce Cunningham Dance Company. Sarebbe stata la ballerina principale della compagnia per i successivi vent'anni, durante i quali avrebbe interpretato quaranta coreografie di Cunningham. Danzò anche nelle prime assolute di Theatre Piece di John Cage (1960) e Pellican di Robert Rauschenberg (1963). Parallelamente all'attività come ballerina, creò le coreografie di diversi balletti, tra cui Car Lot (1968), As I Remember It (Jacob's Pillow, 1972), Bunkered for a Bogey (1973), House Party (1974), Circles (1975) e Balloon II (Ballet-Théâtre Contemporain, 1976).
Diede il suo addio alle scene con la compagnia al Théâtre de la Ville di Parigi nell'ottobre 1972 e, successivamente, continuò a collaborare con la Merce Cunningham Dance Company in veste di consulente, si dedicò all'insegnamento, lavorò come répétiteur dell'opera di Cunningham tra il 1996 e il 2010, scrisse articoli di danza per il New York Times e, nel 2007, pubblicò un'autobiografia, Chance and Circumstance: Twenty Years with Cage and Cunningham.
È morta nel 2025 all'età di 97 anni.

## Vita privata
Nel 1950 sposò il compositore Earle Brown, da cui avrebbe poi divorziato nel 1988.